# Johann Wilde

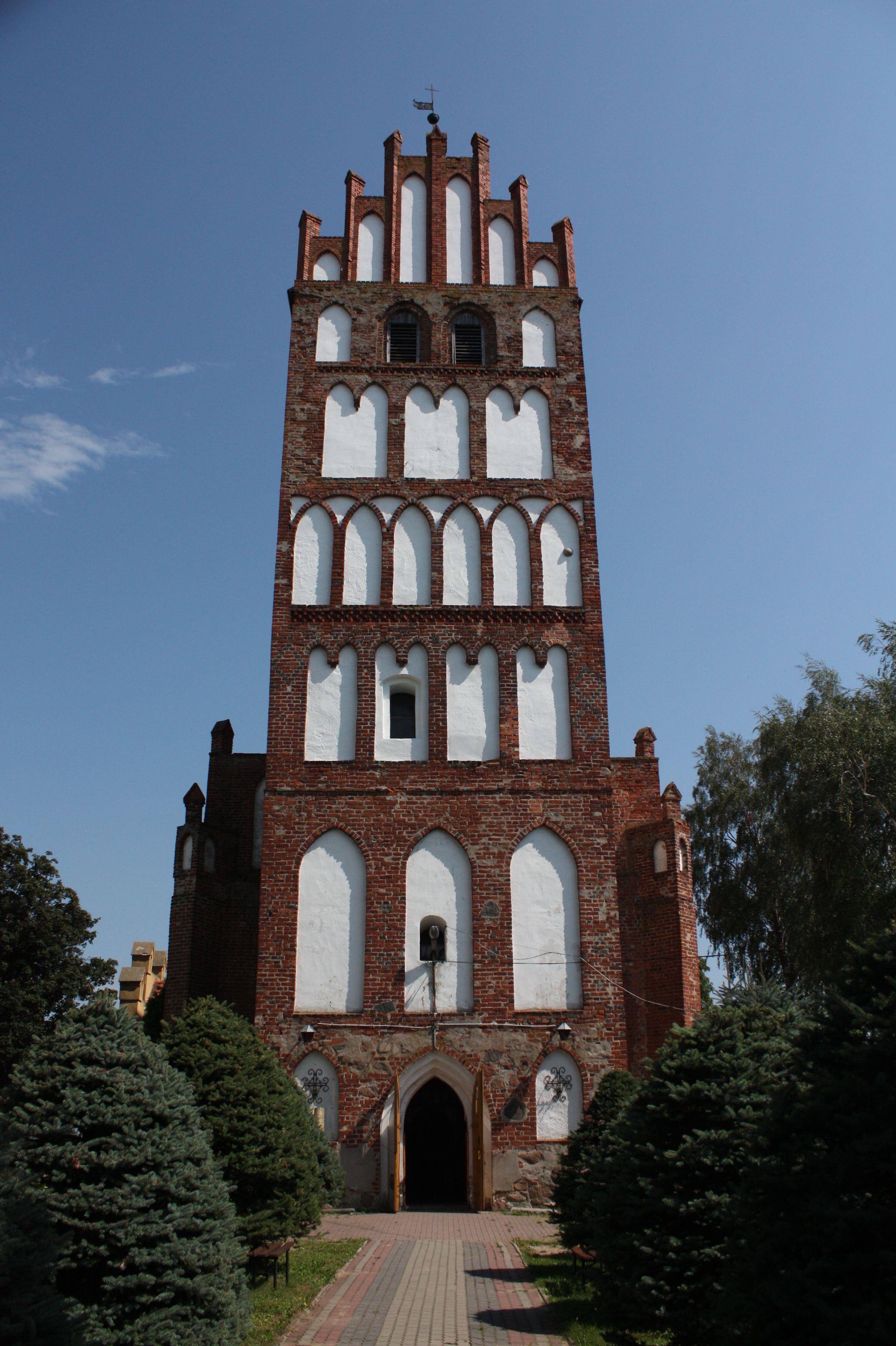
Peter-und-Paul-Kirche in Kiwitten, Wirkungsstätte des Bischofs Johann Wilde

Fürstbistum Ermland mit Kammerämtern

Johann Wilde, auch Jan Wilde  (* 1438; † 17. Dezember 1532 in Kiwitten, Fürstbistum Ermland) war ein deutscher Augustiner-Eremit, Titularbischof von Symbalon und Weihbischof. Als Weihbischof wirkte er im Bistum Cammin, im Bistum Havelberg und ab 1499 im Bistum Ermland, wo er auch die Pfarrei in Kiwitten erhielt. 

## Leben
Johann  Wilde war Angehöriger des Ordens der Augustiner-Eremiten. Nach Konrad Eubel wurde er im März 1495  Titularbischof von Symbalon. Doch wurde er bereits durch Urkunde vom 20. März 1494 als Weihbischof im Bistum Cammin eingesetzt. Camminer Diözesanbischof war bis zu seinem Amtsverzicht 1498 Benedikt von Waldstein. Johann  Wilde war auch noch unter dessen Nachfolger Martin Karith tätig; am 15. Juli 1499 weihte er die neu aufgebaute Pfarrkirche in Zägensdorf bei Reetz Nm. Zugleich war Johann Wilde als Weihbischof im Bistum Havelberg tätig.   
1499 wechselte er in das Bistum Ermland, das damit erstmals einen Weihbischof erhielt. Von Bischof Lucas Watzenrode erhielt er die Pfarrei in Kiwitten zugewiesen, einem Dorf bei Heilsberg, wo er seinen Sitz nahm. 
Bischof Lucas Watzelrode machte häufig von Johann Wildes Diensten Gebrauch. So beauftragte er ihn am 29. November 1499, einen zwischen den Pfarrern von Juchy und Calinowo wegen des Dorfs  Clesczewo ausgebrochenen Streit beizulegen; seinen diesbezüglichen Urteilsspruch verkündete er nach vorheriger Zeugenvernehmung am 28. Januar 1500 in der Pfarrwohnung zu Lyck. Im Auftrag weihte er am 2. April 1500 die Kirche in Schönbrück ein, am 1. Mai 1500 die Kirche in Alt Schöneberg bei Allenstein und am 21. Juni 1507 die Pfarrkirche zu Frauenburg.
Am  9. Juni 1502 verschrieb ihm Lucas Watzelrode den Nießbrauch des Dorfs Prossitten auf Lebenszeit.
Lucas Watzelrode vertraute ihm die Einrichtung  des Antoniterklosters bei Frauenburg an. Auch bediente er sich seiner Hilfe, als er am 16. Oktober 1502  im Königsberger Dom Bischof Hiob von Pomesanien konsekrierte und als er am 28. Oktober 1509 in der Kirche des Minoritenklosters bei Löbau seinen Freund Johann von Konopat zum Bischof von Kulm weihte. Historischen Nachrichten zufolge hat Johann Wilde den ermländischen Bischof Fabian von Lossainen in der Kirche von Heilsberg selbst konsekriert.
Johann Wilde verstarb in Kiwitten am 17. Dezember 1532 im hohen Alter von 94 Jahren; wie einem Gedenkstein in der Kirche von Kiwitten zu entnehmen war, wurde er auch dort bestattet.